# Masahide Ueno
Masahide Ueno (ur. 10 września 1983) – japoński lekkoatleta, sprinter.

## Osiągnięcia
- srebrny medal mistrzostw Azji (bieg na 100 m, Amman 2007)

## Rekordy życiowe
- bieg na 100 m – 10,26 (2007)